# En festdag
En festdag er en dansk kortfilm fra 2012 instrueret af Pinoe Andersen efter eget manuskript.

## Handling
Denne artikel mangler et handlingsreferat. Hjælp os med at skrive det.